# The History of Richard Whittington
The History of Richard Whittington est un récit anglais probablement édité vers 1605. S'inspirant de l'ascension de Richard Whittington (c.1350–1423), homme politique et marchand du Moyen Âge, le récit retrace la légende de son ascension de la hiérarchie sociale à Londres.